# Creal Springs (Illinois)
Creal Springs est une petite ville du comté de Williamson dans l'Illinois aux États-Unis. Elle est incorporée le 14 avril 1898.

## Démographie
Lors du recensement de 2010, la ville comptait une population de 543 habitants. Elle est estimée, en 2016, à 532 habitants.

## Source de la traduction
- (en) Cet article est partiellement ou en totalité issu de l’article de Wikipédia en anglais intitulé « Creal Springs, Illinois » (voir la liste des auteurs).